# 日産オートモーティブテクノロジー
株式会社日産オートモーティブテクノロジー（にっさんオートモーティブテクノロジー）は日産自動車グループで自動車の開発を主な業務とする企業。本社は神奈川県厚木市。

## 沿革
- 1985年（昭和60年）11月 - 日産自動車グループの開発体制強化の一環として、設計専門会社株式会社日産テクノとして設立。
- 1986年（昭和61年）9月 - 神奈川県座間市に本社屋完成。3次元CAD、高速静電プロッターを設置し、日産テクニカルセンターと超高速データ伝送システムを設備。
- 1992年（平成4年）8月 - 日産テクニカルセンター内に技術本部（車体設計部、電子設計部、シャシー設計部、エンジン設計部、駆動設計部）を集結。
- 1997年（平成9年）
  - 7月 - 実験分野に進出。自動車以外の分野への進出開始。
  - 10月 - 一般人材派遣業務を開始。
- 1999年（平成11年）11月 - CADデザインの専門部署としてCADデザイン本部設立。
- 2001年（平成13年）
  - 4月 - CADスクール開校。
  - 6月 - 日産テクノベトナム社設立。
- 2002年（平成14年）4月 - 東名厚木センターを開設。設計・CADデザイン部門を集約。
- 2005年（平成17年）4月 - 株式会社NSデザインを吸収合併し、平塚センターを開設。
- 2006年（平成18年）
  - 4月 - 日産工機から開発部門を譲受。寒川センター開設。
  - 10月 - 栃木PGセンターを開設。車両実験業務受託開始。
- 2017年（平成29年）
  - 10月 - 日産ライトトラックを吸収合併。
  - 11月 - 水島オフィスを開設。
- 2018年（平成30年）1月 - 株式会社日産オートモーティブテクノロジーに商号変更。
- 2020年（令和2年）4月 - 愛知機械工業から開発部門を譲受。名古屋・永徳・大江・港の各センターを開設。

## 事業内容
- 自動車、その他機械類、電気・電子機器類の設計・CADデザイン・解析・製図・実験
- 技術資料・技術図面等の翻訳
- OA機器の操作及び一般事務

## 取引先
| - 愛知機械工業 - アルゴビジネスサービス - アルティア橋本 - アルファ - イノアックコーポレーション - オーテックジャパン - オーハシテクニカ - 海津工業所 - 河西工業 - カルソニックカンセイ - 鬼怒川ゴム工業 - クロスランゲージ - 啓愛社 - 児玉化学工業 - ザナヴィ・インフォマティクス - シーケーエンジニアリング - ジヤトコ - ENEOS - ジョンソンコントロールズオートモーティブシステムズ - JOMOテクニカルリサーチセンター - 住友電装 - スリーエム ジャパン - ソニー - 台東部品 - タタコンサルタンシーサービスジャパン - タチエス - デジタルプロセス | - 東京ラヂエーター製造 - トップ・シーエーイー - 日産自動車 - 日産クリエイティブサービス - 日産工機 - 日産車体 - 日産人材開発センター - ニッサン・モータースポーツ・インターナショナル - 日本発条 - パナソニック ストレージバッテリー - 日立製作所 - オートモティブシステムグループ - ビステオン・ジャパン - 富士フイルムビジネスイノベーション - 富士フイルムプリンティングシステムズ - 古川オートモーティブパーツ - ブリヂストン - HOWA - ボッシュ - 堀硝子 - マグナ・インターナショナル・インク - マーレ フィルターシステムズ - 三井金属鉱業 - ヤマハ発動機 - ユニプレス - ヨロズ |